# Барабашевка
Бараба́шевка — река в Хасанском районе Приморского края России.
До 1972 года — река Большой Монгугай.
Берёт начало на западных склонах сопки Синий Утёс, течёт в северном направлении, у Лесных гор поворачивает на восток, а ниже устья реки Артиллерийской — на юго-восток. Близ посёлка Приморский впадает в Амурский залив Японского моря.
Длина реки 61 км, площадь бассейна 576 км², падение 690 м, средний уклон 10,1 ‰. Ширина её перед впадением в море в устье 60 — 90 м. Глубина до 1 — 2 м.
В летнее время часты паводки, вызываемые в основном интенсивными продолжительными дождями. Подъём воды в реке быстрый, амплитуда колебания уровня воды — до 2-х метров.
Основные притоки: Поперечка (л. б., 45-й км от устья), Овчинникова (л. б., 34-й км), ручей Богатый (п. б., 26-й км), ручей Второй Известковый (п. б., 20-й км), Филлиповка (л. б., 15-й км).
Населённые пункты в долине реки, сверху вниз: Овчинниково, Барабаш, Приморский.
Барабашевка — нерестовая река, в осеннее время заходит кета.